# 3-庚炔
3-庚炔（英語：3-Heptyne，或称为庚-3-炔）是庚炔的一种，有正庚烷的骨架结构，3号与4号碳原子之间为碳碳三键，常温常压下为无色液体，不溶于水。
它和甲基丙烯酰氯在氯化铝催化下发生纳扎罗夫环化反应，生成5-氯-2-乙基-5-甲基-3-丙基环戊-2-烯-1-酮。